# 碧羅の天へ誘えど
「碧羅の天へ誘えど」（へきらのそらへいざなえど）は、KOTOKOの15作目のシングル。2010年7月7日にジェネオン・ユニバーサル・エンターテイメントジャパンより発売された。
PS3、Xbox 360用ソフト『BLAZBLUE CONTINUUM SHIFT』主題歌。今回は、他の番号付きシングルのように通常盤・初回限定盤の形態ではなく、通常のみで販売された。

## 収録曲
全作詞：KOTOKO
1. 碧羅の天へ誘えど [4:03] 
作曲・編曲：C.G mix
2. デジタルスネイル [4:30] 
作曲：KOTOKO、編曲：新井健史
3. 碧羅の天へ誘えど -instrumental-
4. デジタルスネイル -instrumental-